# Tordyvlar
Tordyvlar (Geotrupidae) är en familj i insektsordningen skalbaggar. Systematiskt har gruppen även placerats som en underfamilj (Geotrupinae) till bladhorningar (familjen Scarabaeidae). Tordyvlar är vanligen glänsande svarta och lever till stor del på djurspillning, speciellt från betande däggdjur.
I svensk folktro ansågs tordyveln vara en lyckobringare. Därför fick man inte döda en tordyvel, utan måste behandla den med respekt. Om man hittade en tordyvel som ramlat på rygg och vände den rätt, då skulle man få tio synder förlåtna. Tordyveln hade också en varslande roll. Om årets första tordyvel kom fort flygande, då skulle vårens arbete förlöpa smidigt, om den hade löss mellan frambenen, då borde sådden inledas tidigt, och om den hade löss mellan bakbenen, då var det bäst att dröja med sådden.

## Arter (urval)
- Fälttordyvel (eller stor tordyvel) - Geotrupes stercorarius
- Sandtordyvel - Geotrupes spiniger
- Skogstordyvel - Geotrupes stercorosus, eller Anoplotrupes stercorosus
- Stäpptordyvel - Geotrupes mutator
- Trehornad tordyvel - Typhaeus typhoeus
- Vårtordyvel - Geotrupes vernalis

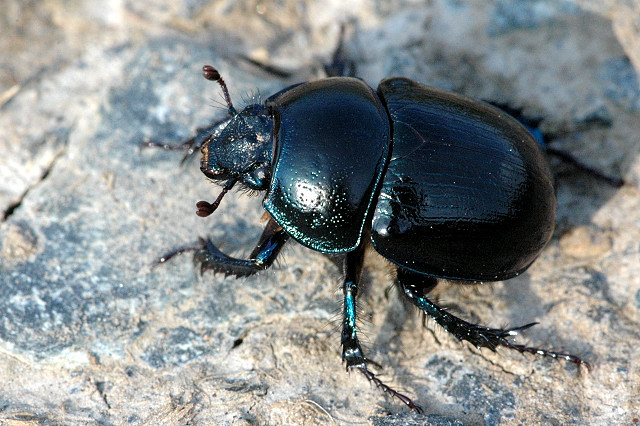
Skogstordyvel
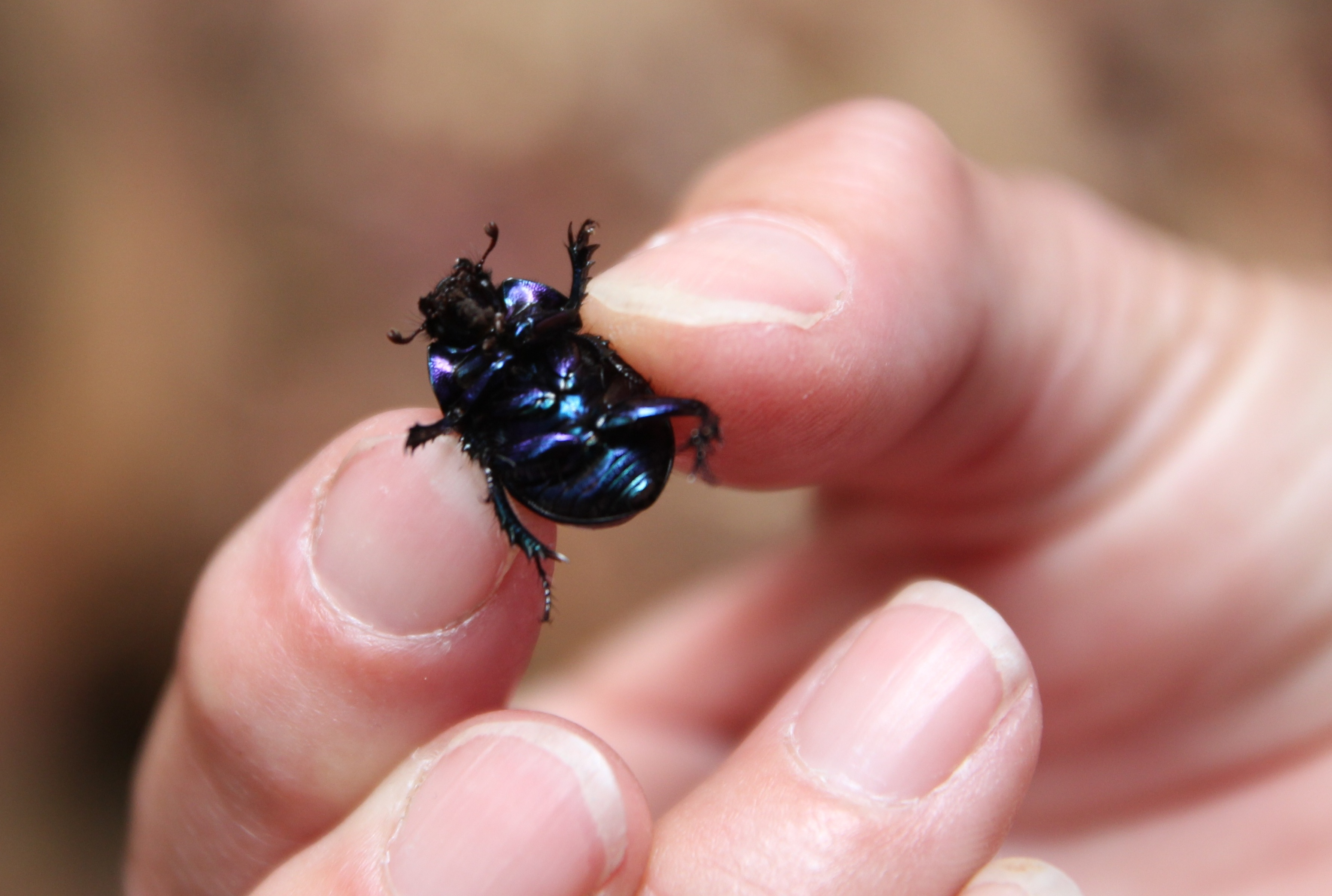
Skogstordyvel sedd underifrån
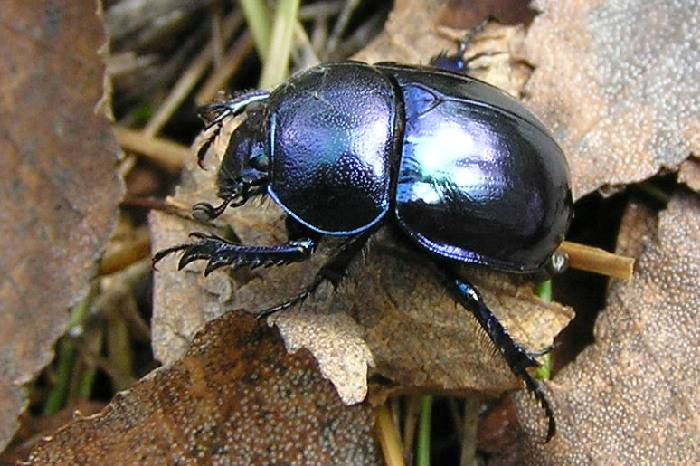
Vårtordyvel